# Фесенко Сергій Леонідович
Сергій Леонідович Фесенко (29 січня 1959, Кривий Ріг, Дніпропетровська область, Українська РСР) — український радянський плавець, олімпійський чемпіон.

## Спортивна кар'єра
Плаванням Сергій Фесенко займався змалку, спочатку під наглядом батька, пізніше п'ять років — в басейні спорткомплексу «Богатир» під керівництвом тренера Валентини Іванівні Макарової. Плавав на всі дистанції й усіма стилями. 1972 року Макарова передала Сергія тренеру Смєловій Вірі Григорівній. З того часу плаванням Сергій зайнявся професійно. Вже 1973 року його викликали на збори юнацької збірної СРСР.
1977 року Сергій Фесенко став чемпіоном Європи на дистанції 400 м комплексним плаванням, а 1978 року на чемпіонаті світу був другим. З 1979 року, крім комплексного плавання, став виступати й в батерфляї та того ж року на традиційному матчі СРСР — НДР на дистанції 200 м батерфляєм випередив чемпіона Європи та світу Рогера Піттеля, встановивши новий рекорд СРСР — 1 хвилина 59,82 секунди! Пізніше, на Кубку Європи в Лондоні на дистанції 200 м батерфляєм знов випередив Піттеля, встановивши новий європейський рекорд — 1 хвилина 59,34 секунди. 1979 року Фесенко очолив десятку кращих у світі на дистанції 200 м батерфляєм.
На Московській Олімпіаді 1980 року на дистанції 200 метрів батерфляєм Сергій Фесенко здобув золоту олімпійську медаль і став першим радянським олімпійським чемпіоном з плавання. Крім того, в Москві він став срібним призером у комплексному плаванні на 400 метрів.
Після Олімпіади 1980 Сергій Фесенко планував завершити спортивну кар'єру, але через те, що Ігри в Москві бойкотували більшість країн Заходу: США, ФРН, Японія, а також більшість ісламських країн, вирішив залишитися на ще один олімпійський цикл, щоб довести невипадковість своєї перемоги.
1981 року на чемпіонаті Європи завоював золоту медаль на дистанції 400 м комплексним плаванням і бронзову на дистанції 200 м батерфляєм.
1982 року на чемпіонаті світу завоював срібну медаль на дистанції 200 м батерфляєм і бронзову на дистанції 400 м комплексним плаванням.
1983 року на чемпіонаті Європи завоював срібну медаль на дистанції 200 м батерфляєм.
Був готовий до виступів на Олімпійських іграх 1984, але СРСР разом з декількома іншими країнами соціалістичного табору бойкотував ці змагання через політичні причини, і, завоювавши срібну медаль на дистанції 200 м батерфляєм на альтернативних змаганнях Дружба-84, Фесенко завершив виступи.
На Олімпіаді-2020 у Токіо Сергій Фесенко працював коментатором на змаганнях з плавання.